# Rosey Fletcher
Gabrielle Rose „Rosey“ Fletcher (* 30. November 1975 in Anchorage, Alaska) ist eine ehemalige US-amerikanische Snowboarderin.

## Biografie
Fletcher gab ihr Weltcupdebüt am 6. Dezember 1996, wo sie im Riesenslalom direkt auf dem dritten Platz landete. Ihr erster Weltcupsieg gelang ihr am 8. März 1997 in Bardonecchia. Bei den Weltmeisterschaften 1999 in Berchtesgaden und 2001 in Madonna di Campiglio gewann sie jeweils die Silbermedaille im Parallel-Riesenslalom. Nach zwei erfolglosen Olympiateilnahmen 1998 in Nagano und 2002 in Salt Lake City, konnte sie bei ihrer dritten Teilnahme 2006 in Turin die Bronzemedaille im Parallel-Riesenslalom gewinnen.